# المع‌شور
ال-مع‌شور یک منطقهٔ مسکونی در یمن است که در استان صنعا واقع شده‌است.